# Laimosemion
Laimosemion es un género de peces de agua dulce de la familia rivúlidos en el orden de los ciprinodontiformes, que se distribuyen por ríos de América del Sur.
Antiguamente incluido como subgénero dentro del género Rivulus, fue elevado a la categoría de género en 2011.

## Hábitat
Viven en ríos y arroyos de la sabana boscosa y en estanques y pantanos de la selva de gran parte de Sudamérica.

## Especies
Se conocen unas 26 especies válidas en este género:
- Laimosemion agilae (Hoedeman, 1954)
- Laimosemion altivelis (Huber, 1992)
- Laimosemion amanapira (Costa, 2004)
- Laimosemion breviceps (Eigenmann, 1909)
- Laimosemion cladophorus (Huber, 1991)
- Laimosemion corpulentus (Thomerson y Taphorn, 1993)
- Laimosemion dibaphus (Myers, 1927)
- Laimosemion frenatus (Eigenmann, 1912)
- Laimosemion geayi (Vaillant, 1899)
- Laimosemion gransabanae (Lasso, Taphorn y Thomerson, 1992)
- Laimosemion kirovskyi (Costa, 2004)
- Laimosemion lyricauda (Thomerson, Berkenkamp y Taphorn, 1991)
- Laimosemion mahdiaensis (Suijker y Collier, 2006)
- Laimosemion nicoi (Thomerson y Taphorn, 1992)
- Laimosemion paryagi Vermeulen, Suijker y Collier, 2012
- Laimosemion rectocaudatus (Fels y de Rham, 1981)
- Laimosemion romeri (Costa, 2003)
- Laimosemion sape (Lasso-Alcalá, Taphorn, Lasso y León-Mata, 2006)
- Laimosemion staecki (Schindler y Valdesalici, 2011)
- Laimosemion strigatus (Regan, 1912)
- Laimosemion tecminae (Thomerson, Nico y Taphorn, 1992)
- Laimosemion torrenticola (Vermeulen y Isbrücker, 2000)
- Laimosemion uakti (Costa, 2004)
- Laimosemion uatuman (Costa, 2004)
- Laimosemion ubim Costa y Lazzarotto, 2014
- Laimosemion xiphidius (Huber, 1979)